# Floorball Champions Cup 2017
Der IFF Floorball Champions Cup 2017 war die siebte Spielzeit des Europapokals im Unihockey (Floorball) unter dieser Bezeichnung und die 25. insgesamt. Das Turnier wurde  in Seinäjöki, Finnland, gespielt.

## Teilnehmer
| - SV Wiler-Ersigen (Meister der Nationalliga A 2016/17) - IBF Falun (Meister der Svenska Superligan 2016/17) - SC Classic (Meister der Salibandyliiga 2016/17) - SPV (2. Mannschaft des Gastgeberlandes) - UHC Weissenfels (Sieger des EuroFloorball Cup 2016) - FAT PIPE FLORBAL CHODOV (Meister der Tipsport Superliga 2016/17) | - UHC Dietlikon (Meister der Nationalliga A 2016/17) - IKSU (Meister der Svenska Superligan 2016/17) - SC Classic (Meister der Salibandyliiga 2016/17) - Turku PS (2. Mannschaft des Gastgeberlandes) - Herbadent FK Jižní Město (Meister der Extraliga 2016/17) - Sveiva IB (Sieger des EuroFloorball Cup 2016) |

## Männer

### Viertelfinal
| 6. Oktober 2017 09:45 |  | FAT PIPE FLORBAL CHODOV 11. O. Mikeš 1:1 12. D. Kašovský (J. Fiala) 2:0 17. M. Koutný (M. Matejčík) 3:0 33. T. Ondrušek (O. Mikeš) 4:1 38. M. Řezáč (M. Koutný) 5:1 41. T. Ondrušek (M. Vávra) 6:1 45. D. Maxa (M. Podhráský) 7:1 45. M. Kotlas (T. Daněk) 8:1 | Spielbericht | UHC Weißenfels 26. J. Hoffmann (M. Blanke) 3:1 46. M. Brückner (T. Bottcher) 8:2 51. A. Soini 8:3 54. A. Soini (P. Weigelt) 8:4 | Seinäjoki Arena, Seinäjoki Zuschauer: 1478 |

| 6. Oktober 2017 19:00 |  | SV Wiler-Ersigen 25. A. Hollenstein (D. Känzig) 1:1 | 1:3 (0:0, 1:2, 0:1) Spielbericht | SPV 22. S. Koski (J. Sieppi) 0:1 37. S. Koski (M. Veikkola) 1:2 60. J. Hankkio (V. Kuusela) 1:3 | Seinäjoki Arena, Seinäjoki Zuschauer: 1734 |

### Halbfinal
| 7. Oktober 2017 15:30 |  | SC Classic 2. E. Salin (L. Vanttinen) 1:0 2. A. Koskinen (M. Lehtinen) 2:0 7. A. Jaaskelainen (J. Rantala) 3:1 19. S. Johansson (J. Piha) 4:1 54. S. Johansson (M. Lehtinen) 5:3 55. E. Salin (J. Pulkkinen) 6:3 60. E. Salin (L. Vanttinen) 7:3 | 7:3 (4:1, 0:2, 3:0) Spielbericht | FAT PIPE FLORBAL CHODOV 5. M. Pražan (M. Vávra) 2:1 36. M. Strachota (M. Koutný) 4:2 39. M. Koutný (T. Sýkora) 4:3 pp. | Seinäjoki Arena, Seinäjoki Zuschauer: 1243 |

| 7. Oktober 2017 18:30 |  | IBF Falun 1. A. Galante Carlström (R. Enström) 1:0 10. R. Enström (J. Adriansson) 2:1 41. A. Galante Carlström (T. Holmgren) 3:2 48. J. Adriansson (E. Johansson) 4:2 48. A. Galante Carlström (R. Enström) 5:2 52. J. Larsson (O. Aldeeb) 6:2 52. R. Enström (A. Galante Carlström) 7:2 | 7:2 (2:2, 0:0, 5:0) Spielbericht | SPV 2. H. Myllymaki (A. Kukko) 1:1 17. M. Kohonen (V. Kuusela) 2:2 | Seinäjoki Arena, Seinäjoki Zuschauer: 2470 |

### Final
| 8. Oktober 2017 14:15 |  | IBF Falun 16. R. Enström (A. Galante Carlström) 1:1 27. J. Fahlström (R. Enström) 2:2 31. A. Galante Carlström (T. Holmgren) 3:2 33. O. Aldeeb (A. Hallén) 4:2 36. A. Fernqvist (O. Aldeeb) 5:2 41. A. Galante Carlström (J. Larsson) 6:2 pp. 48. E. Johansson (R. Enström) 7:3 | 7:4 (1:1, 4:1, 2:2) Spielbericht | SC Classic 14. M. Lehtinen (J. Lamminen) 0:1 27. M. Leikkanen (L. Vanttinen) 1:2 sh. 42. L. Vanttinen (E. Salin) 6:3 pp. 58. M. Lehtinen (J. Pylsy) 7:4 wg. | Seinäjoki Arena, Seinäjoki Zuschauer: 1894 |

## Frauen

### Viertelfinal
| 6. Oktober 2017 12:30 |  | FK Tigers Jizni Mesto 12. N. Hermannová (M. Čapková) 1:0 12. I. Hyršlová (T. Hanzlíková) 2:0 50. M. Čapková (L. Pilíková) 3:3 | 3:4 n. P. (2:0, 0:2, 1:1, 0:0, 2:3) Spielbericht | Turku PS 22. T. Nikkola (M. Rastas) 2:1 26. L. Rantanen (M. Nordlund) 2:2 48. J. Saario (S. Ranta) 2:3 | Seinäjoki Arena, Seinäjoki Zuschauer: 1087 |

| 6. Oktober 2017 16:00 |  | UHC Dietlikon 6. J. Suter (E. Ackermann) 1:0 17. I. Gerig (A. Gämperli) 2:0 25. T. Stella (J. Wüthrich) 3:0 38. I. Gerig (M. Wiki) 4:0 | 4:0 (2:0, 2:0, 0:0) Spielbericht | Sveiva IB | Seinäjoki Arena, Seinäjoki Zuschauer: 347 |

### Halbfinal
| 7. Oktober 2017 09:30 |  | IKSU 3. T. Eriksson (J. Hultgren) 1:0 9. J. Hultgren (T. Eriksson) 2:0 10. L. Turton (M. Pazio) 3:0 14. E. Wibron (S. Joelsson) 4:0 15. A. Johansson (A. Granstedt) 5:0 15. A. Johansson (A. Granstedt) 5:0 16. M. Aggestål (S. Joelsson) 6:0 17. F. Norström (T. Eriksson) 7:0 34. I. Jonsson (J. Nordin) 8:0 36. I. Rydfjäll (A. Johansson) 9:0 pp. 37. M. Aggestål (S. Joelsson) 10:0 40. L. Turton 11:0 45. S. Joelsson (I. Rydfjäll) 12:0 pp. 49. A. Johansson (E. Berling) 13:0 55. S. Joelsson (E. Wibron) 14:0 56. A. Johansson (E. Wibron) 15:0 | 15:1 (7:0, 4:0, 4:1) Spielbericht | Turku PS 58. J. Saario (L. Rantanen) 15:1 | Seinäjoki Arena, Seinäjoki Zuschauer: 347 |

| 7. Oktober 2017 12:30 |  | SC Classic 6. N. Rantala (Eli. Alanko) 1:0 22. N. Rantala (Eli. Alanko) 2:0 pp. 26. Ell. Alanko (H. Sipilainen) 3:0 36. S. Nieminen (M. Alila) 4:0 52. Eli. Alanko (N. Rantala) 5:1 | 5:1 (1:0, 3:0, 1:1) Spielbericht | UHC Dietlikon 47. M. Wiki (A. Gämperli) 4:1 | Seinäjoki Arena, Seinäjoki Zuschauer: 518 |

### Final
| 8. Oktober 2017 11:30 |  | IKSU 2. A. Johansson (A. Granstedt) 1:0 13. A. Johansson (J. Nordin) 2:0 25. J. Nordin (E. Berling) 3:0 51. I. Rydfjäll (E. Wibron) 4:1 pp. 60. E. Wibron 5:1 en. | 5:1 (2:0, 1:1, 2:0) Spielbericht | SC Classic 40. H. Sipilainen (N. Rantala) 3:1 pp. | Seinäjoki Arena, Seinäjoki Zuschauer: 1087 |